# Acleris takeuchii
Acleris takeuchii (лат.) — вид бабочек из семейства листовёрток. Распространён в Японии (Хонсю) и на юге Корейского полуострова. Бабочек можно наблюдать в апреле и повторно с августа по октябрь. Размах крыльев 15 мм. Передние крылья белые с серым или черновато-серым костальным пятном.